# Меченая
«Меченая» (англ. Marked) — роман-бестселлер, первый из серии «Дом Ночи» Филис Каст и Кристин Каст.

## История написания
Роман «Меченая» — первое произведение, созданное Филис и Кристин Каст совместно. В 2005 году литературный агент Филис Каст предложил написать серию молодёжных романов о школе вампиров.
Тема вампиризма в современной американской литературе является одной из центральных. Произведения Энн Райс, Лорел Гамильтон, Стефани Майер и других авторов стали классикой мистической литературы. Автор нового романа о вампирах обязан предложить читателю оригинальное произведение. Несмотря на сомнения, Ф. К. Каст взяла на себя ответственность и приступила к работе. Когда первые главы были готовы, она дала почитать текст двадцатилетней дочери Кристин, начинающему литератору. Девушка отредактировала текст и предложила сотрудничество. Творческий дуэт матери и дочери состоялся: Филис Каст придумывает сюжет и общую канву, а Кристин — диалоги героев.

## Сюжет
Действия разворачиваются в городе Талса в штате Оклахома. В обычный будний день Зои Монтгомери после уроков собиралась поехать домой, чтобы подготовиться к контрольной по геометрии. Осуществить задуманное девушке помешал Ищейка — вампир из Дома Ночи. Он поставил на лбу Зои Метку — синий полумесяц. Теперь девушка должна переехать в школу для будущих вампиров «Дом Ночи». В книге пересекается множество сюжетных линий: отношения главной героини с наставницей, жрицей богини Никс Неферет, любовная линия, взаимоотношения с друзьями. Филис и Кристин Каст в интервью CTV сказали, что центральной линией серии романов «Дом Ночи» является линия преодоления трудностей, внутренней силы. Зои Монтгомери не отчаивается, она борется и всегда поступает так, как хочет. «…В наших книгах главную роль играет девушка. Именно это мы и хотели донести до наших читательниц: Помните, вы можете делать все, что пожелаете!».

## Главная героиня
Зои Рэдберд — обычная старшеклассница. Девушка переживает сложный период в своей жизни, период становления личности. Мама Зои вышла замуж и забыла о детях, теперь вся её жизнь подчинена только одному: стремлению создать правильную семью. Она во всем слушается мужа, проповедника организации «Люди веры», который всегда знает ответы на все вопросы. Девушка чувствует себя в семье одиноко, единственный человек, которому она всегда доверяла — бабушка. Её предки, храбрые и благородные индейцы чероки, передали ей знания о травах и духах. Бабушка всегда была уверена, что Зои унаследовала от предков силу и способности. И она была права. После того, как Зои отметил Ищейка, девушка услышала зов предков: её звала богиня ночи Никс, покровительница вампиров. Она сообщила девушке об её избранности и необычной судьбе. Однако героине предстоит пройти сложный путь, преодолевая препятствия и принимая судьбоносные решения.
Авторы создали образ современного подростка. Зои бескомпромиссна, весь мир для неё это чёрное и белое, она не терпит и не принимает полутонов. Резкая, принципиальная, она отличается от своих сверстников, поэтому не может найти друзей. Впрочем, иногда Зои может быть очень трогательной и женственной. Девушка с удовольствием размышляет о моде, она не равнодушна к хорошей обуви и знает толк в балетках. Филис и Кристин Каст написали интересное дидактическое пособие о том, как стать настоящей леди.

## Дом Ночи
На окраине Тулсы возвышается строгий средневековый замок — Дом Ночи. Перед школой раскинулся сад, в центре которого стоит изысканный фонтан в готическом стиле, раздается пение птиц, а глаз радуют дивные цветы. Именно здесь будет учиться Зои Монтгомери, именно здесь она найдет настоящих друзей: трогательную и милую поклонницу кантри Стиви Рэй, бойких «близняшек» Шони и Эрин, умного и ранимого Дэмьена.

## Реакция критики
«Мать и дочь Каст написали чудесную книгу, которая, хоть и адресована подросткам, порадует читателей всех возрастов…», — говорится в рецензии Э. Каннингем (Romantic Review). Рецензент сайта Trashionista А. Ричардсон дала роману оценку 5/5. Восторженные отзывы о книге оставили Джина Шоуолтер (MTV, Oh My Goth: «С первого же мгновения книга захватила меня… Совершенно потрясающий новый взгляд на вампиров!»), Мэри Дженис Дэвидсон (New York Times, автор серии-бестселлера Undead) и Амбросия Джефферсон, Associated Content.
«Книга хороша для тех библиотек, которые обслуживают поклонников оккультной литературы, но имейте в виду: она содержит откровенные описания сексуальных сцен», — предупреждает Донна Розенблюм, School Library Journal.

## Продолжение
Следующая книга цикла — Обманутая (роман)

## Издания
- Каст Ф., Каст К. Меченая / Пер. с анг. В. А. Максимовой. — М.: ОЛМА медиа Групп, 2009. — 480 с. — (Дом Ночи). — ISBN 978-5-373-02736-6.